# Oskar Dénes

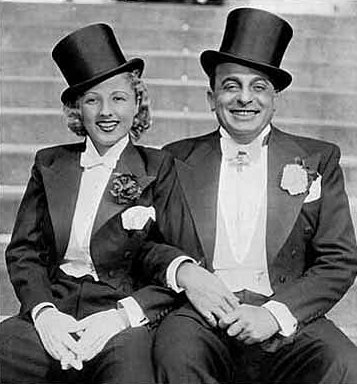
Rózsi Bársony und Oszkár Oszkár in der Operette Ball im Savoy, 1933

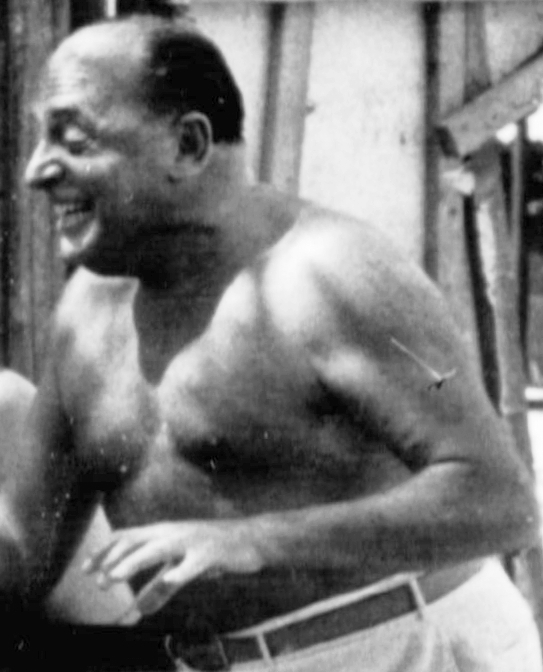
Oskar Dénes, 1938

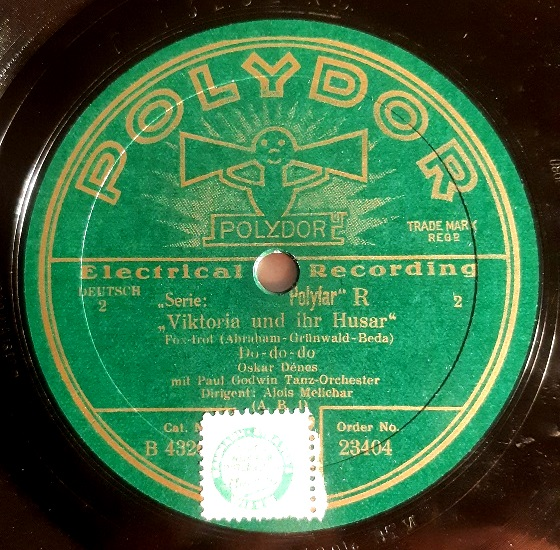
Schallplatte von Oskar Dénes (Berlin 1930)

Oskar Dénes (eigentlich: Oszkár Deutsch; * 2. Mai 1891 in Magyarkeszi, Österreich-Ungarn; † 2. Juli 1950 in Trient, Italien) war ein ungarischer Schauspieler und Sänger.

## Leben
Oskar Dénes spielte 1919 in seinem ersten Spielfilm mit: Tegnap unter der Regie von Lajos Lázár. In der Folgezeit machte er zunächst als Filmschauspieler, dann als Operettenbuffo und Bühnenschauspieler von sich reden. Seine größten Erfolge feierte er zusammen mit seiner Frau Rosy Barsony Anfang der 30er Jahre in Berlin. Der Operettenkomponist Paul Abraham hatte das Paar für seine Operette Viktoria und ihr Husar aus Budapest an die Spree geholt. Die beiden wurden absolute Publikumslieblinge. In einer zeitgenössischen Kritik heißt es: Rosy Barsony sei „eine Operettensoubrette allerersten Ranges, wie es lange keine gegeben hat. Aber sie hat an Oskar Dénes … auch einen nicht alltäglichen Partner. Seine schlagfertige Lustigkeit, sein tänzerischer Elan, seine pointierte Vortragskunst (Spezialität Lachsongs) haben seit Giampietros Tagen ihresgleichen nicht mehr gehabt. In seiner Art, allerlei Unsinn herauszusprudeln, ist er ein Wallburg der Operette.“ Oskar Dénes spielte in den 1930er Jahren, nachdem er – genauso wie Paul Abraham – Berlin verlassen hatte, in Budapest und Wien weiter Theater. Allerdings gab es in Österreich Widerstand von gewerkschaftlicher Seite, weil angeblich zu viele ungarische Künstler an österreichischen Bühnen beschäftigt seien. Sowohl in der Operette als auch im gleichnamigen Film Roxy und das Wunderteam (von dem es eine ungarische und eine österreichische Fassung gab) wurde er noch einmal gefeiert, dann wurde es – zumindest international – ruhig um ihn. Nach dem Zweiten Weltkrieg lebte er in Wien und im italienischen Trient.

## Filmografie
- 1919: Tegnap (Regie Lajos Lázár)
- 1919: A lélekidomár (Regie Márton Garas)
- 1920: Névtelen vár (Regie Márton Garas)
- 1920: Hegyek alján (Regie Béla Balogh)
- 1920: Hétszás éves szerelem (Regie Márton Garas)
- 1922: Die lebende Mumie (Regie Márton Garas)
- 1923: Farsangi mámor (Regie Márton Garas)
- 1931: Ein Auto und kein Geld
- 1935: Ball im Savoy (Regie: Steve Sekely)
- 1937: 3:1 a szerelem jávára (Regie Johann von Vásáry)
- 1938: Roxy und das Wunderteam (Regie Johann von Vásáry)

## Weblink
- Oskar Dénes bei IMDb